# Opération Noroît
L'opération Noroît est une opération militaire exécutée à Kigali par l’armée française à partir du 4 octobre 1990, dans le cadre de la guerre civile rwandaise. Officiellement, elle visait l'évacuation des ressortissants occidentaux.

## Contexte
Le 1er octobre 1990, le Front patriotique rwandais, formé d'exilés Tutsi, lance une attaque contre le Rwanda à partir de l'Ouganda, marquant ainsi le début de la guerre civile rwandaise. Aussitôt le président rwandais, Juvénal Habyarimana, demande à son homologue français, François Mitterrand de l'aider à contrer cette offensive, ainsi qu'à la Belgique. L'armée française lance l'opération Noroît le 4 octobre, avec le triple objectif de protéger l’ambassade de France, d'assurer la protection des ressortissants français, et, le cas échéant, de participer à leur évacuation. Une série d'ordres d'opération supplémentaires sera prise pour coordonner l'action des armées française et belge, mais à la mi-octobre la Belgique retire ses troupes devant l'indignation de l'opinion belge face aux arrestations arbitraires de 8 à 10 000 Tutsi au Rwanda dont un grand nombre est massacré. Selon des analystes qui défendent la politique française, le FPR commence une série d'incursions, qui seraient systématiquement accompagnées de massacres.
Le 4 août 1993, les accords d'Arusha sont signés. Ils prévoient que l'armée française doit quitter le Rwanda et laisser place à une force des Nations unies. La MINUAR s'installera au Rwanda à partir d'octobre 1993 et l'armée française quittera le Rwanda en décembre 1993. Quelques dizaines d'assistants militaires resteront au Rwanda pour des opérations de maintenance technique selon les députés français.

## Étendue de l'opération

### Le déclenchement de l'opération
Le 3 octobre 1990, le président de la République française François Mitterrand est en visite au Moyen-Orient, accompagné du ministre de la Défense Jean-Pierre Chevènement, du ministre des Affaires étrangères Roland Dumas, du secrétaire général de la présidence Hubert Védrine, du chef d'état-major particulier du Président de la République, l'amiral Jacques Lanxade et du chef d'état-major des armées, le général Maurice Schmitt. Le 4 octobre, deux messages, l'un en provenance de l’Élysée, l'autre de l’état-major des armées annoncent que des risques graves d’exactions existaient à Kigali et que le président Juvénal Habyarimana demandait l’intervention de l’armée française. La décision d'envoyer au plus vite deux compagnies à Kigali est prise à la suite d'un conseil restreint. Leur mission est « de protéger les Européens, les installations françaises et de contrôler l’aérodrome afin d’assurer l’évacuation des Français et étrangers qui le demandaient. Ces troupes ne devaient en aucun cas se mêler des questions de maintien de l’ordre qui étaient du ressort du Gouvernement rwandais ».
En 1998, la mission d'information parlementaire sur le Rwanda établit dans son rapport que le président Juvénal Habyarimana n’avait pas hésité à mettre en scène une simulation d'attaque de la capitale par le FPR dans la nuit du 4 au 5 octobre, alors que le FPR se trouve à 70 km de Kigali,,,. Sans être dupes, les autorités françaises justifièrent l'intervention française par le risque couru par leurs ressortissants. La mission parlementaire estima que « l’attaque simulée sur Kigali servit non seulement de leurre pour déclencher l’intervention française, mais aussi de levier pour restaurer le régime dans sa plénitude ».

### Le déroulement de l'opération
Dès le 1er octobre, le colonel René Galinié, attaché de défense et chef de la mission d'assistance militaire ordonne aux conseillers militaires français (22 personnes) de sortir des camps d’instruction rwandais, de rejoindre Kigali et de revêtir la tenue civile, conformément aux dispositions contenues dans les accords de coopération. Puis, une fois les renforts arrivés (environ 300 hommes), il procède entre le 4 et le 12 octobre 1990 à l'évacuation d'environ 300 Français du Rwanda vers Paris soit par des vols réguliers, soit par des vols spéciaux d’Air France affrétés par le ministère des Affaires étrangères, soit par un vol régulier de la compagnie belge Sabena. Il reste alors 290 Français au Rwanda, dont environ 180 à Kigali parmi lesquels le personnel de l’ambassade, 16 coopérants militaires et 16 coopérants civils avec leurs familles, une centaine de personnes relevant du secteur privé, des organisations internationales et des ONG.
Du 17 octobre au 5 décembre, un EMT (État-Major Tactique) et deux compagnies du 8e RPIMa relèvent sur place les unités précédentes qui rejoignent les EFAO (Éléments Français d’Assistance Opérationnelle) et le dispositif Epervier au Tchad. Le chef de corps du 8e RPIMa est désigné comme commandant de l'opération Noroît. Le PC (poste de commandement) est installé à l’hôtel Méridien.
Le 19 octobre, le colonel Jean-Claude Thomann est nommé pendant quelques semaines commandant de l'opération Noroît par le chef d'état-major des armées, à la suite d'une lutte d'influence entre le ministère de la Défense et celui des Affaires étrangères. Il entreprend une opération de recensement et de localisation de chaque expatrié, y compris des ressortissants d'autres nationalités. Il procède également à un recensement des livraisons d’armes et de matériels aux forces rwandaises et organise une instruction des FAR pour leur apprendre à faire face aux dangers des mines et des pièges. L'action de la force française est limité a priori à Kigali et à son aéroport, mais deux missions de reconnaissance sont envoyées à Butare les 27 et 28 octobre, et à Ruhengeri et Gisenyi les 30 et 31 octobre. Le colonel Thomann note que de nombreux barrages sont mis en place et tenus le plus souvent par la gendarmerie ou l’armée rwandaise, mais aussi par des civils armés de machettes. Il constate (...) « l’accueil enthousiaste des populations et des forces armées rwandaises réservé aux soldats français » et note « le rôle stabilisateur que joue la présence, même non active, d’un contingent d’intervention étranger, pour conforter un pouvoir menacé par une agression extérieure et confronté à un risque non négligeable de troubles intérieurs, d’origine ethnique ou politique ». Il suggère bientôt que la mission de sécurisation ne nécessite pas plus d'une compagnie, réduction qui aura lieu en décembre. Un retrait total est déconseillé par l'ambassadeur de France à Kigali compte tenu du caractère encore instable de la situation. De plus, le président Habyarimana souhaite également un maintien de la force française. Sur décision du président de la République François Mitterrand, la France maintient au-delà du 15 décembre la présence au Rwanda d’une des deux compagnies Noroît, mais réaffirme son non-engagement aux côtés des FAR. Les troupes zaïroises se sont retirées dès la mi-octobre, les troupes belges le 1er novembre.
Les 22 et 23 janvier 1991, le FPR lance une nouvelle attaque sur Ruhengeri, au cours de laquelle, après avoir attaqué la prison, il libère 350 prisonniers parmi lesquels le Major Theoneste Lizinde, ancien chef de la sécurité qui en 1981 avait participé à la tentative de coup d’État contre Juvénal Habyarimana. En représailles, les Tutsis de la communauté Bagogwe sont massacrés. Les 23 et 24 janvier, deux sections des forces Noroît organisent l’évacuation de Ruhengeri de près de 300 personnes, dont 185 Français, qui seront convoyés jusqu’à Kigali.
Dans plusieurs messages envoyés en octobre 1990, René Galinié s'inquiète de la situation politique rwandaise. Selon lui, le conflit risque de tourner en guerre ethnique et certains Tutsis rwandais craindraient un génocide si les forces françaises ou belges se retiraient trop tôt. Il estime également que le président Habyarimana ne pourra ramener la paix qu’en procédant à une ouverture démocratique et à des réformes.

### L'appui apporté à l'état-major rwandais
Outre les opérations d'évacuations de ressortissants français, un adjoint à l'attaché de défense, le colonel Gilbert Canovas, est nommé du 11 octobre 1990 au 26 novembre 1990, dans le but de conseiller stratégiquement l'état-major des FAR, qui constitue alors une armée fragile, peu nombreuse et mal organisée. Gilbert Canovas préconise l’envoi de conseillers sur le terrain au nord-est dans la zone des combats et à Kigali, dans le but d’instruire, d’organiser et de motiver les FAR, et d’aider les autorités militaires rwandaises à améliorer la capacité opérationnelle de leur armée afin de la rendre apte à s’opposer aux incursions du FPR,.
Les députés français, dans leur rapport, qualifie ce soutien comme ayant été « à la limite de l'engagement direct ». Bernard Lugan, expert auprès du TPIR, conteste cette qualification sur la base de l'absence de pertes humaines, selon lui inévitables en cas d'engagement direct. Cependant, Didier Tauzin, qui à l'époque était colonel et est intervenu au Rwanda, dédie son livre sur cette période « Aux soldats français qui ont laissé leur vie au Rwanda pour le service de la France et dont la mémoire est salie », mais cette mention de soldats français morts n'est pas confirmée par ailleurs.

### Formation de militaires
Les forces armées rwandaises ont augmenté de 1990 à 1994. Elles passent de 10 000 fin 1990 à 20 000 fin 1991. Pour contribuer à la formation de cette armée, la France envoie de façon confidentielle en mars 1991 un détachement d’assistance militaire et d’instruction (DAMI) d'une trentaine de personnes, dans le nord du Rwanda. Ce détachement a pour but d'organiser, d'entraîner et d'encadrer les militaires rwandais mais aussi de permettre le retour des coopérants français et étrangers dans cette zone, d'obtenir des informations sur la situation locale, et d'assurer la protection des ressortissants français en cas de nouvelle attaque. Dans ce dernier cas, une coordination est prévue avec l'opération Noroît. Initialement prévue pour une durée de quelques mois, la mission du DAMI est reconduite jusqu'en décembre 1993, avec l'apport d'une composante artillerie en 1992, une composante génie en 1993, portant l'effectif total à une centaine de personnes. La formation des militaires rwandais consistait à leur apprendre à faire face au danger des mines et des pièges ainsi qu'à utiliser des armes lourdes, à mener des opérations de contournement, ou à s'entraîner au combat de nuit.
En raison des attentats qui sont conduits au Rwanda en 1991 et 1992, et dont les auteurs restent incertains, il est également prévu un DAMI gendarmerie, pour mettre en place, au sein de la Gendarmerie rwandaise, une section de recherche en vue de lutter contre les actions de terrorisme qui se multiplient au Rwanda. Si ce projet est soutenu par l'ambassadeur de France, il n'en est pas de même du chef du DAMI qui s'interroge sur le fait que la gendarmerie rwandaise soit utilisée par le gouvernement rwandais pour ficher les Tutsis. Pendant une courte période, une assistance technique est apportée à la Garde présidentielle, bras armé du président Habyarimana, avant d'être supprimée en août 1992 en raison des critiques formulées par les partis d'opposition au président rwandais.
Selon des[réf. nécessaire] témoignages rwandais et français, les militaires français ont aussi formé directement de futurs miliciens Interahamwe. L'armée française a toujours démenti ces accusations de formation des milices.
Des témoignages affirment aussi que l'armée française aurait procédé à des contrôles d'identité ethniques, parfois accompagnés de miliciens en plus de leurs homologues rwandais et des interrogatoires en prison dès 1991.

## Le fondement légal de l'opération
La question de savoir si l'offensive du FPR du 1er octobre relève d'une guerre civile entre deux parties de la population rwandaise, ou bien d'une guerre étrangère entre deux États, le Rwanda et l'Ouganda, se pose rapidement. Une intervention française sera plus facilement justifiée dans le second cas, et c'est la position adoptée par l'ambassadeur de France au Rwanda dès le mois d'octobre,.
Les fondements légaux d'un appui stratégique de la France à l'état-major des forces armées rwandaises sont cependant ténus. Un accord d'assistance militaire existe bien depuis 1975, mais seulement dans le cadre de la formation de la gendarmerie rwandaise. Cet accord est amendé en 1983, supprimant l'interdiction faite aux coopérants militaires français d’être associés de près ou de loin à toute préparation ou exécution d’opération de guerre, de maintien ou rétablissement de l’ordre ou de la légalité. Mais ce n'est qu'a posteriori, le 31 juillet 1992, que la France et le Rwanda ont « régularisé » l'état de fait mis en place en 1990 en changeant simplement dans la rédaction de l'accord les mots « Gendarmerie rwandaise » par « Force armées rwandaises » aux articles 1 et 6 de l'accord de 1975, et toujours sous « uniforme rwandais » selon l'avenant de 1983.

## L'articulation de l'opération avec les accords d'Arusha
La politique de la France au Rwanda après 1990 consiste d'une part à garantir la stabilité du régime Habyarimana, tout en soutenant la recherche d'une solution à la question des réfugiés et en appelant à une ouverture démocratique du régime. Elle soutient également le processus de paix des négociations des accords d'Arusha entre le pouvoir rwandais, son opposition et les exilés du FPR, comme l'ensemble de la communauté internationale. Cependant, jusqu'en 1993, son implication dans ce processus de négociation reste assez faible compte tenu de son soutien actif au gouvernement rwandais. Ce n'est qu'à l'occasion de l'alternance de mars 1993 que le nouveau gouvernement français exerce des pressions plus appuyées sur le Président Habyarimana pour qu'il accepte les accords.